# Circuito Mundial de Voleibol de Praia de 2018
Circuito Mundial de Voleibol de Praia de 2018 foi uma série de competições internacionais organizadas pela Federação Internacional de Voleibol (FIVB). A temporada de 2018 teve início em setembro de 2017, sendo previsto pelo correspondente Calendário do Circuito três torneios categoria 5 estrelas, dez torneios da categoria 4 estrelas, cinco torneios da categoria 3 estrelas, cinco torneios da categoria 2 estrelas, além de dezessete eventos da categoria 1 estrela .
Ao final da temporada, as duplas que tiverem conquistado o maior número de pontos ao longo do ano disputaram as Finais do Circuito Mundial, cuja cidade-sede foi novamente em Hamburgo

## Cronograma
Eventos
| Finais do Circuito Mundial (FIVB World Tour Finals) |
| Torneio categoria 5 estrelas/Major Series           |
| Torneio categoria 4 estrelas                        |
| Torneio categoria 3 estrelas                        |
| Torneio categoria 2 estrelas                        |
| Torneio categoria 1 estrela                         |

### Masculino
| Torneio                                                                                                | Ouro                                             | Placar                               | Prata                                              | Bronze                                           | Placar                               | Quarto lugar                                       |
| Aberto de Montpelier Montpelier,França De 7 a 9 de setembro de 2017                                    | EslovêniaNejc Zemljak · Jan Pokeršnik            | 2x0 Relatório (26–24,21–14)          | ChéquiaOndřej Perušič · David Schweiner            | FrançaYoussef Krou · Quincy Ayé                  | 2x1 Relatório (21-16,18-21,15-12)    | SérviaLazar Kolarić · Đorđe Klašnić                |
| Aberto de Qinzhou Qinzhou, China De 11 a 15 de outubro de 2017                                         | RússiaMaxim Sivolap · Igor Velichko              | 2x1 Relatório (19–21,21–19,20–18)    | MéxicoJuan Virgen · Lombardo Ontiveros             | CubaNivaldo Díaz · Sergio González               | 2x1 Relatório (16–21,21–16,15–11)    | BélgicaDries Koekelkoren · Tom van Walle           |
| Aberto de Aalsmeer Aalsmeer,Países Baixos De 25 a 29 de outubro de 2017                                | ItáliaMarco Caminati · Enrico Rossi              | 2x0 Relatório (21–18,21–15)          | Estados UnidosWilliam Kolinske · Miles Evans       | TurquiaHasan Hüseyin Mermer · Murat Giginoğlu    | 2x1 Relatório (13–21,21–19,18-16)    | UcrâniaSergiy Popov · Oleksii Denin                |
| Aberto de Sydney Sydney,Austrália De 22 a 25 de novembro de 2017                                       | CanadáBen Saxton · Grant O'Gorman                | 2x0 Relatório (21–8,21–16)           | FrançaYoussef Krou · Quincy Ayé                    | Estados UnidosWilliam Kolinske · Miles Evans     | 2x1 Relatório (21–16,13–21,15–11)    | AustráliaChristopher McHugh · Damien Schumann      |
| Aberto de Haia Haia,Países Baixos De 3 a 7 de janeiro de 2018                                          | LetôniaMārtiņš Pļaviņš · Edgars Točs             | 2x0 Relatório (21–14,21–12)          | PolóniaPiotr Kantor · Bartosz Łosiak               | Países BaixosAlexander Brouwer · Robert Meeuwsen | 2x0 Relatório (21–18,21–14)          | Países BaixosChristiaan Varenhorst · Jasper Bouter |
| Aberto de Shepparton Shepparton, Austrália De 1 a 4 de fevereiro de 2018                               | Estados UnidosChase Frishman · James Avery Drost | 2x0 Relatório (21–17,21–15)          | AustráliaChristopher McHugh · Damien Schumann      | AustráliaCole Durant · Zachery Schubert          | 2x0 Relatório (21–10,21–13)          | AlemanhaArmin Dollinger · Simon Kulzer             |
| Aberto de Kish Kish (Irão),Irã De 20 a 24 de fevereiro de 2018                                         | PolóniaMariusz Prudel · Jakub Szałankiewicz      | 2x0 Relatório (21–18,24–22)          | LetôniaMārtiņš Pļaviņš · Edgars Točs               | AlemanhaAlexander Walkenhorst · Sven Winter      | 2x0 Relatório (21–18,21–11)          | ÁustriaJulian Hörl · Tobias Winter                 |
| Major Series de Fort Lauderdale Fort Lauderdale,Estados Unidos De 27 de fevereiro a 4 de março de 2018 | Estados UnidosPhil Dalhausser · Nick Lucena      | 2x0 Relatório (21–12,21–17)          | ItáliaPaolo Nicolai · Daniele Lupo                 | LetôniaAleksandrs Samoilovs · Jānis Šmēdiņš      | 2x0 Relatório (21–17,21–17)          | BrasilPedro Solberg · George Wanderley             |
| Aberto de Doha Doha, Catar De 6 a 10 de março de 2018                                                  | Países BaixosAlexander Brouwer · Robert Meeuwsen | 2x1 Relatório (20-22, 21-14 e 15-11) | RússiaOleg Stoyanovskiy · Igor Velichko            | CatarCherif Younousse · Ahmed Tijan              | 2x1 Relatório (21-19, 19-21 e 15-13) | Estados UnidosPhil Dalhausser · Nick Lucena        |
| Aberto de Muscat Muscat, Omã De 14 a 17 de março de 2018                                               | AlemanhaPhilipp Bergmann · Yannick Harms         | 2x0 Relatório (21-18, 21-11)         | IrãoRahman Raoufi Bahman Salemiinjehboroun         | ItáliaTiziano Andreatta · Andrea Abbiati         | 2x0 Relatório (21-19, 21-9)          | OmãNouh Al-Jalbubi Mazin Al-Hashmi                 |
| Aberto de Aalsmeer Aalsmeer, Países Baixos De 15 a 18 de março de 2018                                 | Países BaixosAlexander Brouwer · Robert Meeuwsen | 2x0 Relatório (21-15, 21-19)         | Países BaixosChristiaan Varenhorst · Jasper Bouter | Países BaixosDirk Boehlé · Steven van de Velde   | 2x0 Relatório (21-17, 21-19)         | Nova ZelândiaBen O'Dea · Sam O'Dea                 |
| Aberto de Satun Satun, Tailândia De 8 a 11 de abril de 2018                                            | TailândiaNuttanon Inkiew · Sedtawat Padsawud     | 2x0 Relatório (21-19,21-16)          | IndonésiaAde Rachmawan · Mohammad Ashfiya          | IrãoRahman Raoufi Abolhamed Mirzaali             | 2x0 Relatório (21-17, 21–13)         | AustráliaZachery Schubert · Tim Dickson            |
| Aberto de Xiamen Xiamen,China De 18 a 22 de abril de 2018                                              | RússiaOleg Stoyanovskiy · Igor Velichko          | 2x0 Relatório (21-18,21-19)          | RússiaViacheslav Krasilnikov · Nikita Lyamin       | BrasilAlison Cerutti · Bruno Oscar Schmidt       | 2x0 Relatório (21-15,21-13)          | PolóniaPiotr Kantor · Bartosz Łosiak               |
| Aberto de Langkawi Langkawi, Malásia De 26 a 29 de abril de 2018                                       | ÁustriaSimon Frühbauer · Jörg Wutzl              | 2x1 Relatório (21-15,21-18 e 15-13)  | RússiaPetr Bakhnar · Taras Myskiv                  | TailândiaNuttanon Inkiew · Sedtawat Padsawud     | 2x0 Relatório (21-13,21-17)          | AlemanhaPaul Becker · Eric Stadie                  |
| Aberto de Huntington Beach Huntington Beach, Estados Unidos 2 a 6 de maio de 2018                      | Países BaixosAlexander Brouwer · Robert Meeuwsen | 2x0 Relatório (21-16, 21-15)         | BrasilEvandro Gonçalves · André Loyola Stein       | EspanhaPablo Herrera · Adrián Gavira             | 2x0 Relatório (22-20, 21-17)         | LetôniaAleksandrs Samoilovs · Jānis Šmēdiņš        |
| Aberto de Mersin Mersin, Turquia De 2 a 6 de maio de 2018                                              | RússiaIlya Leshukov · Konstantin Semenov         | 2x1 Relatório (14-21, 21-12, 18-16)  | ChéquiaOndřej Perušič · David Schweiner            | CubaNivaldo Díaz · Sergio González               | 2x0 Relatório (21-14, 21-15)         | Suíça Adrian Heidrich · Mirco Gerson               |
| Aberto de Manila Manila, Filipinas De 3 a 6 de maio de 2018                                            | AlemanhaMax-Jonas Karpa · Milan Sievers          | 2x1 Relatório (15-21, 23-21, 15-9)   | RússiaPetr Bakhnar · Taras Myskiv                  | Suíça Gabriel Kissling · Michiel Zandbergen      | 2x1 Relatório (22-20, 19-21,15-13)   | EspanhaAlejandro Huerta · Javier Huerta            |
| Aberto de Lucerna Lucerna,Suíça De 9 a 13 de maio de 2018                                              | Estados UnidosJohn Mayer · Trevor Crabb          | 2x0 Relatório (21-10, 21-16)         | SérviaLazar Kolarić · Stefan Basta                 | Suíça Adrian Heidrich · Mirco Gerson             | 2x0 Relatório (21-19, 21-13)         | IndonésiaAde Rachmawan · Mohammad Ashfiya          |
| Aberto de Banguecoque Bangkok, Tailândia De 10 a 13 de maio de 2018                                    | JapãoTakumi Takahashi · Yusuke Ishijima          | 2x0 Relatório (21-15, 21-14)         | ÁustriaDaniel Müllner · Florian Schnetzer          | EspanhaAlejandro Huerta · Javier Huerta          | 2x1 Relatório (21-18, 19-21,18-16)   | RússiaAleksandr Kramarenko · Taras Myskiv          |
| Aberto de Itapema Itapema,Brasil De 16 a 20 de maio de 2018                                            | BrasilEvandro Gonçalves · André Loyola Stein     | 2x0 Relatório (21-18, 21-16)         | NoruegaAnders Mol · Christian Sandlie Sørum        | PolóniaPiotr Kantor · Bartosz Łosiak             | 2x0 Relatório (19-21, 17-21)         | BrasilVitor Felipe · Guto                          |
| Aberto de Aidim Aidim, Turquia De 17 a 20 de maio de 2018                                              | SérviaStefan Basta · Lazar Kolaric               | 2x1 Relatório (21–16,23–25,14–16)    | IrãoRahman Raoufi Abolhamed Mirzaali               | RússiaRuslan Bykanov · Maksim Hudyakov           | 2x0 Relatório (23–21,21–14)          | TurquiaHasan Hüseyin Mermer · Sefa Urlu            |
| Aberto de Miguel Pereira Miguel Pereira, Brasil De 24 a 27 de maio de 2018                             | BrasilVinícius Freitas · Luciano de Paula        | 2x1 Relatório (22-24,21-18,15-6)     | BrasilRodrigo Bernat · Harley Marques              | BrasilRamon Gomes · Álvaro Andrade               | 2x0 Relatório (21-14,21-14)          | BrasilFelipe Cavazin Numasawa · Vinícius Araújo    |
| Aberto de Jinjiang Jinjiang (Fujian), China 31 de maio a 3 de junho de 2018                            | Estados UnidosTrevor Crabb · John Mayer          | 2x1 Relatório (21-13,18-21,17-15)    | AlemanhaNils Ehlers · Lorenz Schümann              | ChinaGao Peng · Li Yang                          | 2x0 Relatório (21-16,21-11)          | AlemanhaMax Betzien · Jonathan Erdmann             |
| Aberto de Alanya Alanya, Turquia 31 de maio a 3 de junho de 2018                                       | RússiaRuslan Bykanov · Maksim Hudyakov           | 2x1 Relatório (21-13,16-21,15-11)    | TurquiaVolkan Göğtepe · Murat Giginoğlu            | UcrâniaOleksii Denin · Denys Denysenko           | 2x1 Relatório (18-21,21-14,17-15)    | Suíça Florian Breer · Yves Haussener               |
| Aberto de Baden Baden, Áustria 13 a 17 de junho de 2018                                                | ÁustriaClemens Doppler · Alexander Horst         | 2x1 Relatório (18-21,21-16,15-13)    | ÁustriaTobias Winter · Julian Hörl                 | NoruegaAnders Mol · Bjarne Huus                  | 2x0 Relatório (21-14,21-19)          | ÁustriaMartin Ermacora · Moritz Pristauz           |
| Aberto de Ostrava Ostrava,República Tcheca De 19 a 24 de junho de 2018                                 | EspanhaPablo Herrera · Adrián Gavira             | 2x1 Relatório (27-25,15-21,15-11)    | PolóniaPiotr Kantor · Bartosz Łosiak               | RússiaKonstantin Semenov · Ilya Leshukov         | 2x1 Relatório (14-21,21-18,26-24)    | ChéquiaOndřej Perušič · David Schweiner            |
| Aberto de Manavgat Manavgat, Turquia De 20 a 23 de junho de 2018                                       | BrasilOscar Brandão · Luciano de Paula           | 2x0 Relatório (21-14,23-21)          | DinamarcaKristoffer Abell · Daniel Thomsen         | Países BaixosJannes van der Ham · Sven Vismans   | 2x1 Relatório (14-21,21-16,15-11)    | EspanhaAlejandro Huerta · Javier Huerta            |
| Aberto de Singapura Singapura De 21 a 24 de junho de 2018                                              | ChinaGao Peng · Li Yang                          | 2x0 Relatório (21-14,21-18)          | EstóniaKusti Nõlvak · Mart Tiisaar                 | IndonésiaAde Rachmawan · Mohammad Ashfiya        | 2x0 Relatório (28-26,22-20)          | EslovêniaNejc Zemljak · Jan Pokeršnik              |
| Aberto de Warsaw Warsaw,Polônia De 27 de junho a 1 de julho de 2018                                    | PolóniaPiotr Kantor · Bartosz Łosiak             | 2x1 Relatório (27-29,21-13,15-12)    | BrasilVitor Felipe · Evandro Gonçalves             | LetôniaAleksandrs Samoilovs · Jānis Šmēdiņš      | 2x1 Relatório (21-18,18-21,17-15)    | Países BaixosAlexander Brouwer · Robert Meeuwsen   |
| Aberto de Espinho Espinho (Portugal), Portugal De 4 a 8 de julho de 2018                               | LetôniaJānis Šmēdiņš · Aleksandrs Samoilovs      | 2x1 Relatório (21-13,19-21,22-20)    | BrasilRicardo Alex Santos · Gustavo Carvalhaes     | AlemanhaJulius Thole · Clemens Wickler           | 2x1 Relatório (17-21,21-12,15-11)    | BrasilVitor Felipe · Evandro Gonçalves             |
| Aberto de Anapa Anapa, Rússia De 5 a 8 de julho de 2018                                                | ChinaHa Likejiang · Wu Jiaxin                    | 2x1 Relatório (21-9,19-21,15-9)      | ChinaLi Zhuoxin · Zhou Chaowei                     | ChinaGao Peng · Li Yang                          | 2x1 Relatório (21-16,17-21,15-12)    | RússiaIvan Golovin · Taras Myskiv                  |
| Aberto de Poreč Poreč, Rússia De 5 a 8 de julho de 2018                                                | UcrâniaSergiy Popov · Vladyslav Iemelianchyk     | 2x1 Relatório (21-19,17-21,21-19)    | ÁustriaJörg Wutzl · Simon Frühbauer                | LetôniaToms Šmēdiņš · Haralds Regža              | 2x0 Relatório (21-14,25-23)          | LetôniaKristaps Šmits · Mihails Samoilovs          |
| Major Series de Gstaad Gstaad, Suíça De 9 a 15 de julho de 2018                                        | NoruegaAnders Mol · Christian Sandlie Sørum      | 2x0 Relatório (21-18,21-12)          | EspanhaPablo Herrera · Adrián Gavira               | ItáliaPaolo Nicolai · Daniele Lupo               | 2x1 Relatório (17-21,21-16,20-18)    | Estados UnidosTaylor Crabb · Jake Gibb             |
| Aberto de Haiyang Haiyang, China De 18 a 22 de julho de 2018                                           | ÁustriaRobin Seidl · Philipp Waller              | 2x1 Relatório (10-21,25-23,15-8)     | BrasilGeorge Wanderley · Thiago Santos Barbosa     | ChinaHa Likejiang · Wu Jiaxin                    | 2x0 Relatório (21-13,21-13)          | BrasilÁlvaro Filho · Luciano de Paula              |
| Aberto de Tóquio Tóquio, Japão De 24 a 29 de julho de 2018                                             | ChileEsteban Grimalt · Marco Grimalt             | 2x0 Relatório (21-12,21-17)          | SérviaLazar Kolarić · Stefan Basta                 | Estados UnidosCasey Patterson · Stafford Slick   | 2x1 Relatório (18-21, 21-13,15-10)   | AlemanhaPhilipp Bergmann · Yannick Harms           |
| Aberto de Agadir Agadir, Morrocos De 25 a 29 de julho de 2018                                          | RússiaMaksim Hudyakov · Ruslan Bykanov           | 2x1 Relatório (21-15,16-21, 17-15)   | ÁustriaAlexander Huber · Christoph Dressler        | ArgentinaNicolás Capogrosso · Julián Azaad       | 2x0 Relatório (21-17,21-19)          | LituâniaArnas Rumševičius · Lukas Každailis        |
| Aberto de Samsun Samsun, Turquia De 26 a 29 de julho de 2018                                           | ChéquiaJindřich Weiss · Donovan Džavoronok       | 2x0 Relatório (21-11,21-18)          | ChéquiaMarcel Mysliveček · Martin Pihera           | Países BaixosStefan Boermans · Casper Haanappel  | 2x0 Relatório (21-14,22-20)          | ÁustriaThomas Kunert · Peter Eglseer               |
| Major Series de Vienna Viena, Áustria De 30 de julho a 5 de agosto de 2018                             | NoruegaAnders Mol · Christian Sandlie Sørum      | 2x0 Relatório (21-12,21-17)          | PolóniaMichał Bryl · Grzegorz Fijałek              | CatarCherif Younousse · Ahmed Tijan              | 2x1 Relatório (25-23,17-21, 15-12)   | Países BaixosAlexander Brouwer · Robert Meeuwsen   |
| Aberto de Ljubljana Ljubljana, Eslovênia De 3 a 5 de agosto de 2018                                    | RússiaValeriy Samoday · Taras Myskiv             | 2x0 Relatório (21-14,21-17)          | EslovêniaNejc Zemljak · Jan Pokeršnik              | Suíça Florian Breer · Yves Haussener             | 2x1 Relatório (17-21,21-13, 15-10)   | EslovêniaDanijel Pokeršnik · Tadej Bozenk          |
| Aberto de Moscou Moscou, Rússia De 7 a 12 de agosto de 2018                                            | LetôniaJānis Šmēdiņš · Aleksandrs Samoilovs      | 2x0 Relatório (21-18,21-13)          | BrasilAlison Cerutti · André Loyola Stein          | RússiaIgor Velichko · Oleg Stoyanovskiy          | 2x0 Relatório (21-12,21-10)          | BrasilVitor Felipe · Evandro Gonçalves             |
| Aberto de Vaduz Vaduz, Liechtenstein De 8 a 12 de agosto de 2018                                       | RússiaTaras Myskiv · Valeriy Samoday             | 2x1 Relatório (29-31,21-17, 15-11)   | Suíça Florian Breer · Yves Haussener               | UcrâniaSergiy Popov · Vladyslav Iemelianchyk     | 2x0 Relatório (21-12,21-16)          | PolóniaMateusz Paszkowski · Mateusz Łysikowski     |
| Finais do Circuito Mundial Hamburgo, Alemanha De 14 a 19 de agosto de 2018                             | NoruegaAnders Mol · Christian Sandlie Sørum      | 2x0 Relatório (21-19,21-17)          | PolóniaMichał Bryl · Grzegorz Fijałek              | PolóniaPiotr Kantor · Bartosz Łosiak             | 2x1 Relatório (19-21,21-15,15-13)    | AlemanhaJulius Thole · Clemens Wickler             |

### Feminino
| Torneio                                                                                                 | Ouro                                                | Placar                             | Prata                                               | Bronze                                              | Placar                             | Quarto lugar                                     |
| Aberto de Qinzhou Qinzhou, China De 11 a 15 de outubro de 2017                                          | AustráliaMariafe Artacho del Solar · Taliqua Clancy | 2x0 Relatório (21–11,21–12)        | PolóniaKinga Kołosińska · Katarzyna Kociołek        | Estados UnidosBrooke Sweat · Summer Ross            | 2x0 Relatório (21–18,21–13)        | ChinaWang Fan · Xia Xinyi                        |
| Aberto de Aalsmeer Aalsmeer, Países Baixos De 25 a 29 de outubro de 2017                                | Países BaixosJoy Stubbe · Madelein Meppelink        | 2x0 Relatório (21–18,21–18)        | AlemanhaKim Behrens · Sandra Ittlinger              | Estados UnidosBetsi Flint · Kelley Larsen           | 2x0 Relatório (25–23,21–18)        | JapãoMiki Ishii · Megumi Murakami                |
| Aberto de Sydney Sydney, Austrália De 23 a 26 de novembro de 2017                                       | AustráliaMariafe Artacho del Solar · Taliqua Clancy | 2x0 Relatório (21–17,21–14)        | ChinaWang Fan · Xia Xinyi                           | ÁustriaKatharina Schützenhöfer · Lena Plesiutschnig | 2x1 Relatório (16–21,24–22, 15–10) | JapãoAkiko Hasegawa · Azusa Futami               |
| Aberto de Haia Haia, Países Baixos De 3 a 7 de janeiro de 2018                                          | Estados UnidosAlexandra Klineman · April Ross       | 2x0 Relatório (21–12,21–15)        | BrasilMaria Elisa Antonelli · Carolina Salgado      | Suíça Nina Betschart · Tanja Hüberli                | 2x0 Relatório (21–18,21–10)        | ChéquiaBarbora Hermannová · Markéta Sluková      |
| Aberto de Shepparton Shepparton, Austrália De 1 a 4 de fevereiro de 2018                                | Estados UnidosAmanda Dowdy · Irene Pollock          | 2x1 Relatório (21–17,18–21,15–12)  | Estados UnidosJace Pardon · Caitlin Ledoux          | ItáliaMarta Menegatti · Laura Giombini              | 2x0 Relatório (23–21,21–15)        | Nova ZelândiaShaunna Marie Polley · Kelsie Wills |
| Major Series de Fort Lauderdale Fort Lauderdale, Estados Unidos De 27 de fevereiro a 4 de março de 2018 | BrasilFernanda Berti · Bárbara Seixas               | 2x0 Relatório (21–16,21–13)        | BrasilTaiana Lima · Carol Horta                     | Estados UnidosBrooke Sweat · Summer Ross            | 2x0 Relatório (21–17,21–13)        | AlemanhaIsabel Schneider · Victoria Bieneck      |
| Aberto de Satun Satun, Tailândia De 8 a 11 de abril de 2018                                             | Estados UnidosCaitlin Ledoux · Emily Stockman       | 2x1 Relatório (19–21, 21–16, 15–8) | CazaquistãoTatyana Mashkova · Irina Tsimbalova      | TailândiaRumpaipruet Numwong · Khanittha Hongpak    | 2x0 Relatório (21–19, 24–22)       | IndonésiaDhita Juliana · Putu Utami              |
| Aberto de Xiamen Xiamen, China De 18 a 22 de abril de 2018                                              | CanadáSarah Pavan · Melissa Humana-Paredes          | 2x0 Relatório (21–19, 21–14)       | Estados UnidosKelly Claes · Brittany Hochevar       | AustráliaMariafe Artacho del Solar · Taliqua Clancy | 2x0 Relatório (21–18, 21–17)       | BrasilÁgatha Bednarczuk · Duda Lisboa            |
| Aberto de Langkawi Langkawi, Malásia De 26 a 29 de abril de 2018                                        | RússiaKsenia Dabizha · Daria Mastikova              | 2x0 Relatório (21–10, 29–27)       | Países BaixosKatja Stam · Julia Wouters             | AustráliaPhoebe Bell · Jessyka Ngauamo              | 2x0 Relatório (21–14, 21–17)       | ChéquiaMartina Bonnerová · Tereza Pluhařová      |
| Aberto de Huntington Beach Huntington Beach, Estados Unidos De 2 a 6 de maio de 2018                    | BrasilFernanda Berti · Bárbara Seixas               | 2x1 Relatório (16–21, 21–15,15-9)  | BrasilMaria Elisa Antonelli · Carolina Salgado      | AlemanhaChantal Laboureur · Julia Sude              | 2x0 Relatório (35–33, 21–16)       | CanadáSarah Pavan · Melissa Humana-Paredes       |
| Aberto de Mersin Mersin, Turquia De 2 a 6 de maio de 2018                                               | ÁustriaLena Plesiutschnig · Katharina Schützenhöfer | 2x1 Relatório (18–21, 25–23,15-12) | Países BaixosSanne Keizer · Madelein Meppelink      | EslováquiaAndrea Štrbová · Natália Dubovcová        | 2x0 Relatório (23–21, 21–17)       | BrasilJosimari Alves · Liliane Maestrini         |
| Aberto de Manila Manila, Filipinas De 3 a 6 de maio de 2018                                             | JapãoAyumi Kusano · Takemi Nishibori                | 2x0 Relatório (21–14,21-18)        | EspanhaPaula Soria · María Belén Carro              | ParaguaiÉrika Mongelós · Michelle Valiente          | 2x0 Relatório (21–17, 21–16)       | JapãoShinako Tanaka · Sakurako Fujii             |
| Aberto de Nanjing Nanjing, China De 4 a 7 de maio de 2018                                               | AlemanhaAnna Behlen · Sarah Schneider               | 2x1 Relatório (17-21, 21–9,15-8)   | JapãoSayaka Mizoe · Suzuka Hashimoto                | RússiaKsenia Dabizha · Daria Mastikova              | 2x0 Relatório (21–19, 21–8)        | AustráliaJulia Tilley · Alice Bain               |
| Aberto de Tuần Châu Tuần Châu, Vietnã De 9 a 12 de maio de 2018                                         | JapãoSayaka Mizoe · Suzuka Hashimoto                | 2x1 Relatório (25-23, 18–21,15-13) | JapãoYui Nagata · Minori Kumada                     | JapãoYukako Suzuki · Kaho Sakaguchi                 | 2x1 Relatório (21-18,17-21,15-13)  | IsraelSofia Starikov · Noy Chorin                |
| Aberto de Lucerna Lucerna, Suíça De 9 a 13 de maio de 2018                                              | AustráliaMariafe Artacho del Solar · Taliqua Clancy | 2x0 Relatório (21-12, 21-18)       | ChinaWang Fan · Xia Xinyi                           | Estados UnidosEmily Stockman · Kelley Larsen        | 2x1 Relatório (19-21, 21–17,15-9)  | Países BaixosJoy Stubbe · Marleen van Iersel     |
| Bangkok Open Banguecoque, Tailândia De 10 a 13 de maio de 2018                                          | Estados UnidosBree Scarbrough · Aurora Davis        | 2x1 Relatório (21-13, 17–21,15-8)  | EspanhaPaula Soria · María Belén Carro              | JapãoAyumi Kusano · Takemi Nishibori                | 2x0 Relatório (21–15,21-13)        | CanadáMegan McNamara · Nicole McNamara           |
| Aberto de Itapema Itapema, Brasil De 16 a 20 de maio de 2018                                            | BrasilÁgatha Bednarczuk · Duda Lisboa               | 2x0 Relatório (21–19,21-17)        | Suíça Anouk Vergé-Dépré · Joana Heidrich            | CanadáHeather Bansley · Brandie Wilkerson           | 2x1 Relatório (18-21, 21–18,11-15) | BrasilMaria Elisa Antonelli · Carolina Salgado   |
| Aberto de Aidim Aidim, Turquia De 17 a 20 de maio de 2018                                               | CubaLeila Martínez · Maylen Deliz                   | 2x0 Relatório (21–18,21-16)        | RússiaKsenia Dabizha · Daria Mastikova              | SuéciaKristina Thurin · Susanna Thurin              | 2x1 Relatório (18–21,26-24, 15-11) | SuéciaTadva Yoken · Sigrid Simonsson             |
| Aberto de Miguel Pereira Miguel Pereira, Brasil De 24 a 27 de maio de 2018                              | RoméniaAdriana Maria Matei · Beata Vaida            | 2x0 Relatório (21–13,21-19)        | BrasilAline Lebioda · Diana Silva                   | BrasilTainá Silva Bigi · Victória Tosta             | 2x0 Relatório (21–18,21-19)        | BrasilNaiana Rodrigues · Rachel Nunes            |
| Aberto de Jinjiang Jinjiang (Fujian), China De 31 de maio a 3 de junho de 2018                          | JapãoSayaka Mizoe · Suzuka Hashimoto                | 2x1 Relatório (21–13,19-21,15-5)   | Taipé ChinesaKou Nai-han · Liu Pi-hsin              | JapãoChiyo Suzuki · Reika Murakami                  | 2x0 Relatório (21–12,22-20)        | Estados UnidosBree Scarbrough · Aurora Davis     |
| Aberto de Alanya Alanya, Turquia De 31 de maio a 3 de junho de 2018                                     | AlemanhaSarah Schneider · Viktoria Seeber           | 2x1 Relatório (18-21,21-13,15-13)  | TurquiaAleyna Vence · Buğra Eryıldız                | RússiaDaria Rudykh · Elizaveta Zayonchkovskaya      | 2x1 Relatório (21-15,13-21,15-12)  | ItáliaSilvia Costantini · Gaia Traballi          |
| Aberto de Nantong Nantong, China De 7 a 10 de junho de 2018                                             | BrasilJosimari Alves · Liliane Maestrini            | 2x1 Relatório (21-13,19-21,15-12)  | ItáliaAgata Zuccarelli · Gaia Traballi              | AustráliaJessyka Ngauamo · Phoebe Bell              | 2x0 Relatório (21-17,21-18)        | JapãoAyumi Kusano · Takemi Nishibori             |
| Aberto de Baden Baden, Áustria De 13 a 17 de junho de 2018                                              | AlemanhaTeresa Mersmann · Cinja Tillmann            | 2x0 Relatório (21-17,21-16)        | ÁustriaLena Plesiutschnig · Katharina Schützenhöfer | NoruegaEmilie Olimstad · Janne Pedersen             | 2x0 Relatório (21-16,21-16)        | LetôniaMarta Ozoliņa · Agnese Caica              |
| Aberto de Nanjing Nanjing, China De 14 a 17 de junho de 2018                                            | BrasilJosimari Alves · Liliane Maestrini            | 2x1 Relatório (21-18,21-23,15-11)  | ChinaWang Fan · Xia Xinyi                           | Estados UnidosAmanda Dowdy · Irene Pollock          | 2x1 Relatório (21-19,16-21,16-14)  | ChinaLin Meimei · Zhu Lingdi                     |
| Aberto de Ostrava Ostrava, República Tcheca De 19 a 24 de junho de 2018                                 | ChéquiaBarbora Hermannová · Markéta Sluková         | 2x1 Relatório (17-21,21-15,15-13)  | CanadáHeather Bansley · Brandie Wilkerson           | AlemanhaKarla Borger · Margareta Kozuch             | 2x0 Relatório (21-19,21-18)        | AlemanhaVictoria Bieneck · Isabel Schneider      |
| Aberto de Manavgat Manavgat, Turquia De 20 a 23 de junho de 2018                                        | JapãoSatono Ishitsubo · Asami Shiba                 | 2x1 Relatório (17-21,21-13,21-19)  | BélgicaSarah Cools · Lisa van den Vonder            | TurquiaMerve Nezir · Aleyna Vence                   | 2x1 Relatório (9-21,21-16,15-12)   | JapãoErika Habaguchi · Yurika Sakaguchi          |
| Aberto de Singapura Singapura De 21 a 24 de junho de 2018                                               | JapãoChiyo Suzuki · Reika Murakami                  | 2x0 Relatório (23-21,21-15)        | JapãoAyumi Kusano · Takemi Nishibori                | AlemanhaAnna Behlen · Sarah Schneider               | 2x1 Relatório (27-25,13-21,15-11)  | SuéciaTadva Yoken · Sigrid Simonsson             |
| Aberto de Warsaw Warsaw, Polônia 27 de junho a 1 de julho de 2018                                       | CanadáHeather Bansley · Brandie Wilkerson           | 2x0 Relatório (21-17,21-17)        | AlemanhaChantal Laboureur · Julia Sude              | BrasilÁgatha Bednarczuk · Duda Lisboa               | 2x0 Relatório (21-17,21-18)        | Estados UnidosBrittany Hochevar · Kelly Claes    |
| Aberto de Espinho Espinho (Portugal), Portugal De 4 a 8 de julho de 2018                                | AustráliaMariafe Artacho del Solar · Taliqua Clancy | 2x0 Relatório (23-21,21-17)        | BrasilMaria Elisa Antonelli · Carolina Salgado      | Estados UnidosSara Hughes · Summer Ross             | 2x1 Relatório (17-21,21-13,15-11)  | PolóniaKinga Kołosińska · Katarzyna Kociołek     |
| Aberto de Anapa Anapa, Rússia De 5 a 8 de julho de 2018                                                 | RússiaNadezda Makroguzova · Svetlana Kholomina      | 2x0 Relatório (21-13,21-15)        | RússiaDaria Mastikova · Anastasia Petrunina         | RússiaEkaterina Birlova · Evgenia Ukolova           | 2x0 Relatório (21-19,21-17)        | RússiaKsenia Dabizha · Yulia Abalakina           |
| Aberto de Poreč Poreč, Croácia De 5 a 8 de julho de 2018                                                | Estados UnidosEmily Sonny · Torrey Van Winden       | 2x0 Relatório (21-17,21-17)        | UcrâniaInna Makhno · Iryna Makhno                   | TurquiaMerve Nezir · Aleyna Vence                   | 2x1 Relatório (22-20,21-23,15-13)  | GréciaKonstantina Tsopoulou · Dimitra Manavi     |
| Major Series de Gstaad Gstaad, Suíça De 9 a 15 de julho de 2018                                         | CanadáMelissa Humana-Paredes · Sarah Pavan          | 2x1 Relatório (21-17,12-21,17-15)  | AlemanhaChantal Laboureur · Julia Sude              | CanadáHeather Bansley · Brandie Wilkerson           | 2x0 Relatório (21-19,21-13)        | BrasilÁgatha Bednarczuk · Duda Lisboa            |
| Aberto de Daegu Daegu, Coreia do Sul De 13 a 15 de julho de 2018                                        | AustráliaPhoebe Bell · Jessyka Ngauamo              | 2x0 Relatório (21-14,21-15)        | ÁustriaAnja Dörfler · Stephanie Wiesmeyr            | Taipé ChinesaKou Nai-han · Liu Pi-hsin              | 2x0 Relatório (21-8,21-14)         | IsraelNoy Chorin · Anita Deev                    |
| Aberto de Haiyang Haiyang, China De 18 a 22 de julho de 2018                                            | Estados UnidosBetsi Flint · Emily Day               | 2x0 Relatório (21-16,21-18)        | AlemanhaSarah Schneider · Cinja Tillmann            | Estados UnidosCaitlin Ledoux · Sarah Sponcil        | 2x0 Relatório (21-8,21-14)         | Estados UnidosEmily Stockman · Kelley Larsen     |
| Aberto de Ulsan Ulsan, Coreia do Sul De 19 a 22 de julho de 2018                                        | Taipé ChinesaKou Nai-han · Liu Pi-hsin              | 2x0 Relatório (21-12,21-19)        | JapãoYukako Suzuki · Kaho Sakaguchi                 | JapãoShinako Tanaka · Sakurako Fujii                | 2x1 Relatório (15-21,21-19,15-12)  | JapãoMiyuki Matsumura · Samaa Miyagawa           |
| Aberto de Tóquio Tóquio, Japão De 24 a 29 de julho de 2018                                              | AlemanhaTeresa Mersmann · Cinja Tillmann            | 2x0 Relatório (22-20,21-17)        | FinlândiaTaru Lahti · Anniina Parkkinen             | JapãoMegumi Murakami · Miki Ishii                   | 2x0 Relatório (21-18,21-17)        | NoruegaIngrid Lunde · Oda Ulveseth               |
| Aberto de Agadir Agadir, Morrocos De 25 a 29 de julho de 2018                                           | ItáliaMarta Menegatti · Viktoria Orsi Toth          | 2x1 Relatório (19-21,21-19,15-12)  | ChéquiaMartina Bonnerová · Šárka Nakládalová        | LetôniaAlise Lece · Ilze Liepiņlauska               | 2x0 Relatório (21-17,21-14)        | ItáliaAlice Gradini · Claudia Scampoli           |
| Aberto de Samsun Samsun, Turquia De 26 a 29 de julho de 2018                                            | ItáliaCarolina Ferraris · Francesca Michieletto     | 2x1 Relatório (21-19,19-21,15-11)  | ÁustriaEva Freiberger · Valerie Teufl               | SuéciaCamilla Nilsson · Sofia Ögren                 | 2x1 Relatório (15-21,21-12, 15-10) | ChéquiaNicole Dostálová · Anna Komárková         |
| Major Series de Vienna Viena, Áustria De 30 de julho a 5 de agosto de 2018                              | ChéquiaBarbora Hermannová · Markéta Sluková         | 2x1 Relatório (10-21,21-16,15-12)  | BrasilFernanda Berti · Bárbara Seixas               | Países BaixosSanne Keizer · Madelein Meppelink      | 2x0 Relatório (21-19,21-18)        | BrasilMaria Elisa Antonelli · Carolina Salgado   |
| Aberto de Ljubljana Ljubljana, Eslovênia De 2 a 5 de agosto de 2018                                     | Suíça Esmée Böbner · Zoé Vergé-Dépré                | 2x0 Relatório (21-16,21-17)        | UcrâniaInna Makhno · Iryna Makhno                   | EslovêniaJelena Pešič · Ana Skarlovnik              | 2x0 Relatório (21-13,21-19)        | PolóniaAgata Ceynowa · Martyna Kłoda             |
| Aberto de Moscou Moscou, Rússia De 7 a 12 de agosto de 2018                                             | Estados UnidosSummer Ross · Sara Hughes             | 2x1 Relatório (21-19,12-21,15-12)  | BrasilÁgatha Bednarczuk · Duda Lisboa               | Suíça Nina Betschart · Tanja Hüberli                | 2x0 Relatório (21-19,21-12)        | AlemanhaChantal Laboureur · Julia Sude           |
| Aberto de Vaduz Vaduz, Liechtenstein De 8 a 12 de agosto de 2018                                        | Estados UnidosAlexandra Wheeler · Lara Dykstra      | 2x0 Relatório (21-13,21-17)        | PolóniaAgata Ceynowa · Martyna Kłoda                | GréciaDimitra Manavi · Konstantina Tsopoulou        | 2x1 Relatório (21-14,10-21, 15-13) | Suíça Esmée Böbner · Zoé Vergé-Dépré             |
| Finais do Circuito Mundial Hamburgo, Alemanha De 14 a 19 de agosto de 2018                              | BrasilÁgatha Bednarczuk · Duda Lisboa               | 2x0 Relatório (21-15,21-19)        | ChéquiaBarbora Hermannová · Markéta Sluková         | AustráliaMariafe Artacho del Solar · Taliqua Clancy | 2x1 Relatório (21-15,19-21,15-8)   | BrasilMaria Elisa Antonelli · Carolina Salgado   |

## Quadro de medalhas
| Ordem | País           | Medalha de ouro | Medalha de prata | Medalha de bronze | Total |
| ----- | -------------- | --------------- | ---------------- | ----------------- | ----- |
| 1     | Estados Unidos | 13              | 3                | 10                | 26    |
| 2     | Brasil         | 9               | 14               | 4                 | 27    |
| 3     | Rússia         | 9               | 6                | 6                 | 21    |
| 4     | Alemanha       | 6               | 6                | 5                 | 17    |
| 5     | Japão          | 6               | 4                | 7                 | 17    |
| 6     | Áustria        | 5               | 7                | 1                 | 13    |
| 7     | Austrália      | 5               | 1                | 5                 | 11    |
| 8     | Países Baixos  | 4               | 3                | 5                 | 12    |
| 9     | Canadá         | 4               | 1                | 2                 | 7     |
| 10    | Chéquia        | 3               | 5                | 0                 | 8     |
| 11    | Itália         | 3               | 2                | 3                 | 8     |
| 12    | Letônia        | 3               | 1                | 4                 | 8     |
| 13    | Noruega        | 3               | 1                | 2                 | 6     |
| 14    | Polónia        | 2               | 6                | 2                 | 10    |
| 15    | China          | 2               | 4                | 4                 | 10    |
| 16    | Taipé Chinesa  | 2               | 1                | 1                 | 4     |
| 17    | Espanha        | 1               | 3                | 2                 | 6     |
| 18    | Suíça          | 1               | 2                | 5                 | 8     |
| 19    | Ucrânia        | 1               | 2                | 2                 | 5     |
| 20    | Sérvia         | 1               | 2                | 0                 | 3     |
| 21    | Eslovênia      | 1               | 1                | 1                 | 3     |
| 22    | Cuba           | 1               | 0                | 2                 | 3     |
| 22    | Tailândia      | 1               | 0                | 2                 | 3     |
| 24    | Roménia        | 1               | 0                | 0                 | 1     |
| 24    | Chile          | 1               | 0                | 0                 | 1     |
| 26    | Turquia        | 0               | 2                | 3                 | 5     |
| 27    | Irão           | 0               | 2                | 1                 | 3     |
| 28    | França         | 0               | 1                | 1                 | 2     |
| 28    | Indonésia      | 0               | 1                | 1                 | 2     |
| 30    | Bélgica        | 0               | 1                | 0                 | 1     |
| 30    | Dinamarca      | 0               | 1                | 0                 | 1     |
| 30    | Estónia        | 0               | 1                | 0                 | 1     |
| 30    | Cazaquistão    | 0               | 1                | 0                 | 1     |
| 30    | México         | 0               | 1                | 0                 | 1     |
| 30    | Finlândia      | 0               | 1                | 0                 | 1     |
| 36    | Suécia         | 0               | 0                | 2                 | 2     |
| 36    | Catar          | 0               | 0                | 2                 | 2     |
| 38    | Paraguai       | 0               | 0                | 1                 | 1     |
| 38    | Eslováquia     | 0               | 0                | 1                 | 1     |
| 38    | Grécia         | 0               | 0                | 1                 | 1     |
|       |                | 85              | 85               | 85                | 255   |